# Naomi Bennett
 (janvier 2012).
Si vous disposez d'ouvrages ou d'articles de référence ou si vous connaissez des sites web de qualité traitant du thème abordé ici, merci de compléter l'article en donnant les références utiles à sa vérifiabilité et en les liant à la section « Notes et références ».
Naomi Bennett est un personnage de la série dérivée de Grey's Anatomy, Private Practice. Elle est l'ex-femme de Samuel Bennett (Taye Diggs). Ce rôle est interprété par Audra McDonald. Naomi Bennett fait quelques apparitions dans la série Grey's Anatomy. Le docteur Naomi Bennett est spécialiste en fertilité et est cofondateur du Oceanside Wellness Center à Los Angeles. Elle est la meilleure amie du personnage principal de Private Practice, le docteur Addison Forbes-Montgomery (interprété par Kate Walsh).